# Raymondia joblingi
Raymondia joblingi är en tvåvingeart som beskrevs av Hiregaudar och Animesh Bal 1956. Raymondia joblingi ingår i släktet Raymondia och familjen lusflugor. Inga underarter finns listade i Catalogue of Life.